# Julio Vilamajó
Julio Agustín Vilamajó Echaniz (Montevideo, 1 de julio de 1894-12 de abril de 1948) fue uno de los más reconocidos arquitectos uruguayos. Miembro del equipo de arquitectos consultores para realizar la Sede de la Organización de las Naciones Unidas en Nueva York junto con Le Corbusier y Oscar Niemeyer.

## Infancia
Nació en Montevideo. Hijo del comerciante Ramón Vilamajó, nacido en Perpiñán (Francia), y de Eustaquia Echaniz oriunda de San Sebastián. Fue alumno de la Escuela n°24 de Montevideo desde 1901 a 1903, completando luego el ciclo escolar en el Colegio Sagrada Familia entre 1904 y 1906. Su abuelo Josef Agustín Echaniz fue también arquitecto.

## 1910 - 1924 Formación, primeras obras y viaje
Egresado en 1915 de la Facultad de Arquitectura de la Universidad de la República, con apenas 20 años, se formó según las pautas clásicas de L’ École des Beaux-Arts, en una época de transición hacia la arquitectura moderna.
Su ficha de estudiante revela las condiciones del alumno destacado que fue Vilamajó, sobresaliendo sobre todo en las materias de diseño (Proyectos y Composición Decorativa).
En 1916 comienza a trabajar con Horacio Azzarini, con quien realiza la decoración de la sala de actos del Ateneo de Montevideo, trabajo obtenido por concurso, la remodelación del liceo José Enrique Rodó, varias viviendas y obtienen el segundo premio en los Concursos para la Sede Central del Banco de la República Oriental del Uruguay y para el grupo escolar Felipe Sanguinetti.
Estas primeras obras se caracterizan por un estilo ecléctico, con base en el academicismo renacentista francés, reconociéndose además dos rasgos que Vilamajó mantendrá, el uso de materiales nobles y el trabajo minucioso.
En 1917 comienza a ejercer la docencia en la Facultad de Arquitectura (UdelaR) de la Universidad de la República ganando por concurso el cargo de profesor adjunto de Proyectos de Arquitectura de 1° a 3° año.
En 1920 gana el “Gran Premio” de la Facultad de Arquitectura, versión local del “Grand Prix de Rome” otorgado por L’ École des Beaux-Arts, que consistía en un viaje a Europa. En julio de 1921 Vilamajó parte hacia Europa, en plena reconstrucción luego de terminada la Primera Guerra Mundial, donde permanece hasta diciembre de 1924. La mayor parte de esos años los vivió entre Francia y España, trabajando en una empresa constructora en París especializada en la producción masiva de viviendas.
Vilamajó viaja munido de una gran cultura humanística y admira en el Viejo Continente la arquitectura clásica y renacentista. No busca reconocer el arte de vanguardia, ni tampoco trabar relación con sus gestores; sin duda no está preparado espiritualmente para ello y tendría que transcurrir casi una década antes de que se plegara al movimiento moderno. Hecha esta salvedad es indudable que el viaje le fue beneficioso, pues como artista que era y poseedor de un espíritu siempre abierto a recibir, aprovechó como pocos en ver con acertado criterio, todo lo que le podía ayudar a nutrirse culturalmente.
En Barcelona queda principalmente admirado por sus ramblas, el Montjuic, y la obra de Gaudí; en Granada con la Alhambra, y el Palacio de Verano de los reyes árabes, el Generalife en donde trata de entender los recursos arquitectónicos árabes que le despiertan tanta curiosidad y admiración. Estando en Andalucía, aprovecha para conocer Marruecos, Argelia y Túnez. Luego visitó Italia y desde allí viaja a Grecia en donde reconoce también su admiración por la cultura helénica.
"Visitar España y no olvidar Grecia. Esto quiere decir que la raza blanca ha de volver al Mediterráneo para seguir siendo. Allí tenemos que volver como peregrinos que retornan a beber el agua misteriosa que nos ha moldeado. Si el tiempo que viene no es un Renacimiento será el fin." J.V.

## 1924 - 1928
En 1926 constituye la sociedad Vilamajó, Pucciarelli & Carve, con la cual realiza más de 20 viviendas en la ciudad de Montevideo, resultando sorprendente el cuidado minucioso en la ejecución de los detalles de las mismas siendo una firma constructora. Algunas de las más destacadas son el Palacio Santa Lucía, vivienda de apartamentos de Genaro Pucciarelli, la residencia Augusto Pérsico y la residencia Felipe Yriart. Desde el punto de vista estilístico, se caracterizan por una clara influencia casi exclusiva del arte peninsular.

## 1929 - 1936
En 1929 retoma la docencia en la Facultad de Arquitectura (UdelaR) de la Universidad de la República como profesor adjunto de Proyectos de Arquitectura de 1° a 3° año.
Ese mismo año, en el mes de julio gana el Primer Premio en el Concurso para el Estadio del Club Atlético Peñarol, un mes después gana el Primer Premio en el Concurso para la construcción de la sucursal Gral. Flores del Banco de la República Oriental del Uruguay y en octubre obtiene el Primer Premio en el Concurso para el Edificio del Centro de Almaceneros Minoristas que comprende apartamentos, locales para oficinas y una sala de cine.
En 1930 se casa con su novia de la adolescencia Mercedes Pulido y construye su vivienda propia en Montevideo, hoy Museo Casa Vilamajó.
Este es un momento de transición en el que paulatinamente comienza a desprenderse de los resabios historicistas para ir hacia lo renovador. En una postura humanista, reclama equilibrar la lógica y la racionalidad.
"La arquitectura digna de tal nombre no puede ser utilitaria ni ornamental. Todo ademán humano, toda acción humana, es el resultado de una complicada asociación de ideas. … Y el trabajo bien hecho está definido desde tiempo antiguo, como una alianza de lo bello, lo cómodo, lo sólido y lo económico; no hay una necesidad que satisfacer, sino una serie de necesidades que aparecen sucesivamente y en orden jerárquico.
Lo lírico es una función humana, al igual que el andar o respirar. No podemos por consiguiente, aceptar la posibilidad de una elección entre una arquitectura utilitaria y una arquitectura puramente ornamental." J.V.
“Por suerte la naturaleza mantiene dentro nuestro algo de la intuición primitiva. Porque, qué sería del mundo donde todo fuera explicado o tuviera necesidad de una explicación. Detestable, detestable. La magia existe, tiene que existir, para perfumar la vida y por más que la ciencia chance por matar su madre la Magia: no podrá. Siempre habrá magos o genios que se encargarán de que esto no suceda.” J.V.
“El programa a encararse debe dirigirse al hombre, único personaje que debe exaltarse sobre todo en esta era mecánica en que la técnica pura puede aplastarnos. Es necesario ser el apóstol del hombre. Reacción a lo puramente científico. Usted dirá cómo reaccionando puede ser uno interprete de una fisonomía social, que todo lo hace presumir como surgida del cerebro. No hay que olvidarse que el corazón existe, y que él es el único que puede otorgar grandeza a los propósitos. Todos aquellos que se dejen arrastrar por concepciones cerebrales solo harán pequeñas cosas que al poco tiempo no se reconocerán.” J.V.
En 1931 diseña el proyecto para el garaje del Servicio de Urgencia de la Asistencia Pública Nacional, el cual marca una radical ruptura con el pasado artístico de Vilamajó, no solo por lo que significa la supresión de ornamentos independientes de la estructura como medio expresivo del edificio sino también por la utilización hecha de una forma capaz de cumplir por sí la función expresiva y definir, al mismo tiempo, un espacio con las características de libertad circulatoria exigidas por el programa.
Casi simultáneamente, Vilamajó y Debernardis, fabricante de productos para revestimientos, se ocupan de crear un sistema de construcción de viviendas (el Vibro-Econo) integrado por piezas fabricadas en serie.

## 1936 - 1948

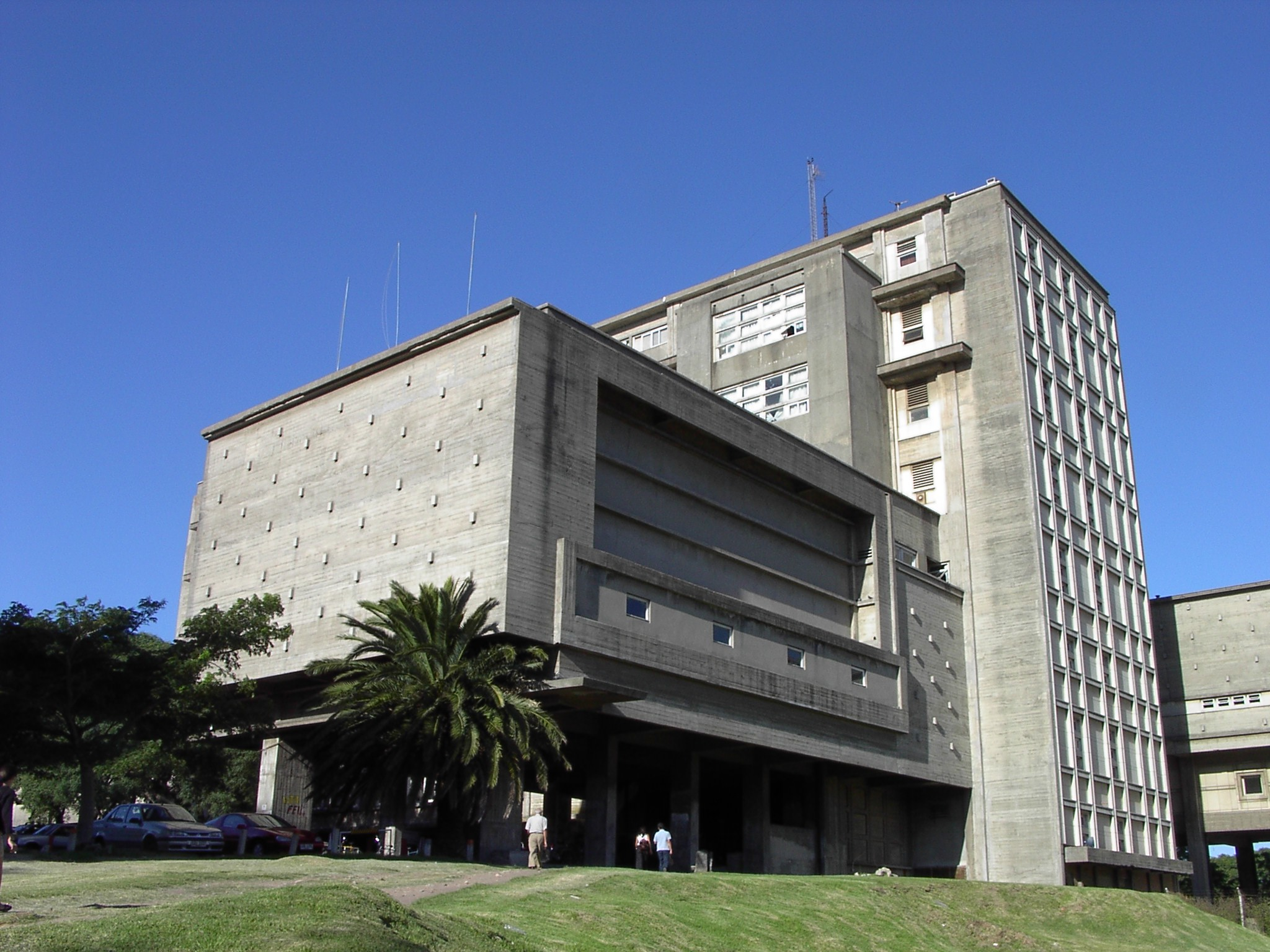
Fachada de la Facultad de Ingeniería.

Por último, se reconoce un cuarto periodo en el cual Vilamajó se volcó a la corriente renovadora, de la que resultaron obras de gran calidad y personalidad. Las obras más paradigmáticas de este período son el Monumento a la Confraternidad Argentino-Uruguaya de Buenos Aires, la Facultad de Ingeniería de la Universidad de la República, el Mesón de las Cañas, el Ventorrillo de la Buena Vista y el hotel El Mirador de Colonia.
En 1936 junto con el escultor Antonio Pena, gana el Primer Premio en el Concurso para el Monumento a la Confraternidad de los Pueblos de la ciudad de Buenos Aires.
Ese mismo año comienza el proyecto para la construcción de la Facultad de Ingeniería, en Montevideo.  En 1959, Richard Neutra visita nuestro país. Un grupo de arquitectos lo lleva a recorrer la ciudad y parecía que nada lo atraía, hasta que pasando frente a la Facultad de Ingeniería se detuvo para observarla muy detenidamente. Preguntó quién era el autor de la obra y comentó con elogio: “se trata de la obra de un maestro, los japoneses recién ahora están descubriendo el hormigón visto”.
En 1942 toma los cursos de Proyecto de 4° y 5°años en la Facultad de Arquitectura de la Universidad de la República luego del fallecimiento del viejo maestro de tantas generaciones Joseph Carré.
En 1944 recibe el encargo de realizar el proyecto para la construcción del Almacén Anexo a la Confitería La Americana
En 1945 es designado como director general del Plan de Urbanización de Villa Serrana.
Gran admirador de la naturaleza, respetó siempre el entorno natural en el cual le tocó implantar cada obra, tratando de incorporarlas al paisaje con una gran sensibilidad y maestría, utilizando elementos naturales del lugar y sacando sorprendente partido de la conformación de cada terreno y sus desniveles. En sentido, fue un gran ambientalista sin saberlo.
En 1946 se construye el Ventorrillo de la Buena Vista en Villa Serrana.
En 1947 comienza la construcción del Mesón de las Cañas.

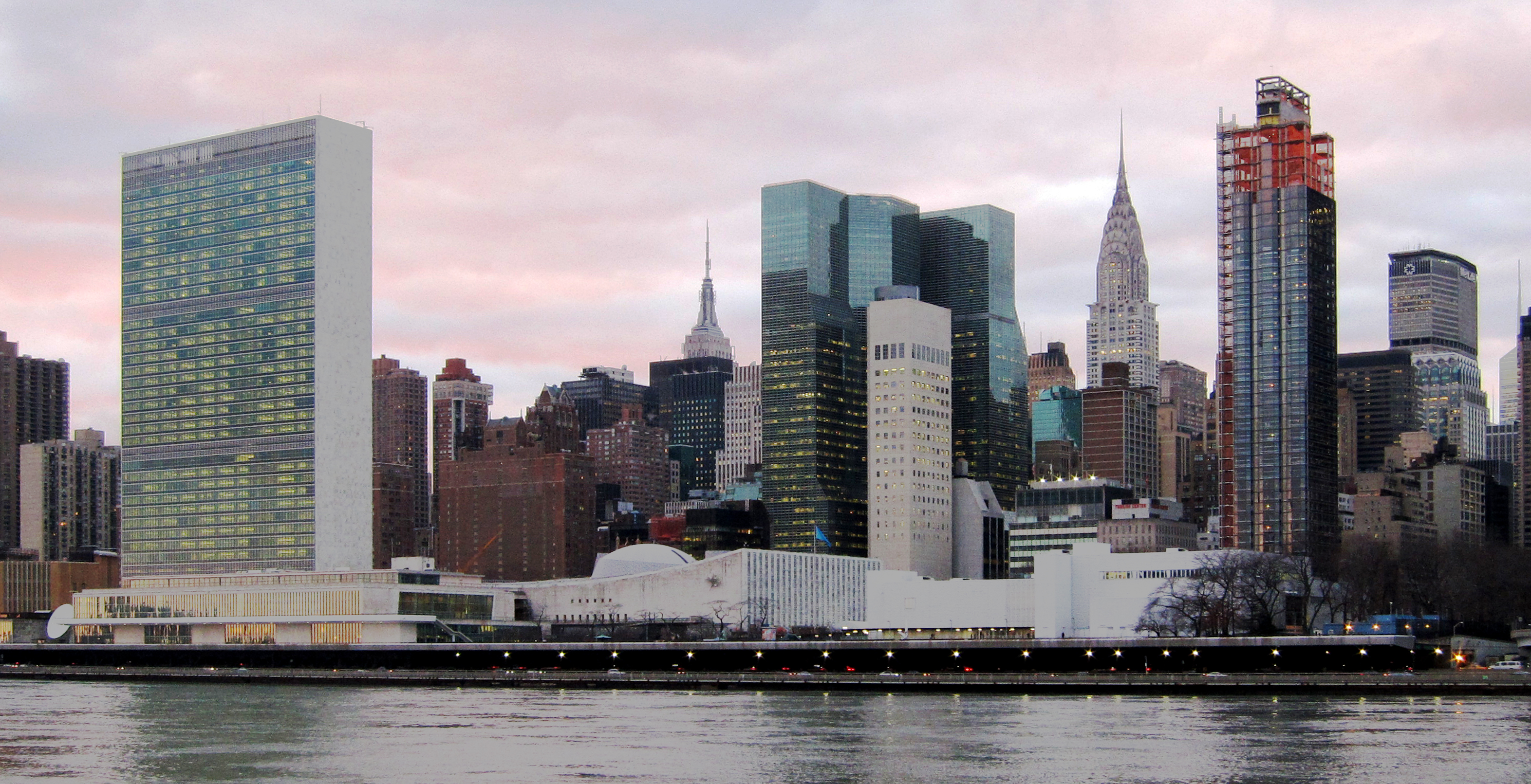
Sede de la Organización de las Naciones Unidas en nueva York

El prestigio que había alcanzado a esta altura de su vida hace que, en ese mismo año sea seleccionado para participar como consultante externo en el equipo de proyecto para la Sede de la Organización de las Naciones Unidasen Nueva York. Allí se encuentra, como parte del grupo de diez arquitectos consultantes internacionales elegido por el coordinador del proyecto, el arquitecto estadounidense Wallace Harrison, dentro de los cuales se encontraba Le Corbusier y siendo el brasileño Oscar Niemeyer y Julio Vilamajó los únicos latinoamericanos del grupo.
Le Corbusier defendió el resto de su vida que la elegida fue su propuesta, el nombrado  “scheme 23A”. Sin embargo, recién terminado el proyecto para la ONU, cuando el arquitecto Justino Serralta estaba trabajando en el estudio de Le Corbusier, este le expresó con relación a Vilamajó, su profesor en Uruguay: “Ah, gran arquitecto… me hizo la vida imposible con el asunto de las Naciones Unidas, precisamente porque es un gran arquitecto me hizo lo imposible para demostrar que no estaba bien lo que estaba haciendo”.
Para Vilamajó el ambiente de rivalidad que se generó en este trabajo en Nueva York fue sumamente nocivo, empeoró sus problemas de hipertensión y volvió a Uruguay ya enfermo cuando terminaron los trabajos del equipo consultor.
El Coordinador del Proyecto, Wallace Harrison reconoce el trabajo y los aportes de Vilamajó para este proyecto
En una nota enviada a Vilamajó por el propio Harrison le escribe: “No puedo dejarlo ir de este país sin primero decirle cuánto aprecio personalmente el sacrificio que usted hizo a expensas de su salud, permaneciendo hasta completar los estudios de las Naciones Unidas. Su ayuda en este proyecto ha sido invalorable y ha sido un inmenso placer trabajar en estrecho contacto con usted estos pocos últimos meses”.
Luego de la última sesión de trabajo del equipo consultor, Harrison debe seleccionar un equipo de asesores para seguir trabajando y son Soilleux, Nowicki, Havlicek, Noskov, y Vilamajó los seleccionados del grupo original de consultantes y asesores.
Vilamajó sigue trabajando con gran responsabilidad desde Montevideo, a pesar de sus inconvenientes de salud.

## Obras y proyectos
- 1916 : Remodelación del liceo José Enrique Rodó. Montevideo, Uruguay.
- 1917 : Proyecto para la Casa Central del Banco de la República Oriental del Uruguay. Segundo Premio Concurso.
- 1917 : Vivienda Noe Thevenet. Montevideo, Uruguay.
- 1917 : Proyecto Grupo escolar Felipe Sanguinetti. Segundo Premio Concurso.
- 1918 : Vivienda Hector Ellis. Montevideo, Uruguay.
- 1919 : Vivienda Juan José Castelnuovo y Ebalo Defey. Montevideo, Uruguay.
- 1920 : Vivienda Luciano Lasserre. Montevideo, Uruguay.
- 1925 : Vivienda A. Villard. Montevideo, Uruguay.
- 1925 : Vivienda Francisco Casabó. Montevideo, Uruguay.
- 1926 : Edificio de apartamentos Genaro Pucciarelli o “Palacio Santa Lucía”. Montevideo, Uruguay.
- 1926 : Vivienda Carmelo de Chiara. Montevideo, Uruguay.
- 1926 : Vivienda Juan Eitzen. Montevideo, Uruguay.
- 1926 : Vivienda Augusto Pérsico. Montevideo, Uruguay.
- 1926 : Vivienda Emilia Pfafly. Montevideo, Uruguay.
- 1926 : Vivienda Carlos Piquerez. Montevideo, Uruguay.
- 1926 : Vivienda Alfredo Pérsico. Montevideo, Uruguay.
- 1927 : Vivienda Vicente de Carlo. Montevideo, Uruguay.
- 1927 : Vivienda Raúl Costemalle. Montevideo, Uruguay.
- 1927 : Vivienda y casa de apartamentos Bernardo Aguerre. Montevideo, Uruguay.
- 1927 : Vivienda Felipe Yriart. Montevideo, Uruguay.
- 1927 : Edificio de apartamentos Luis D´Ottone. Montevideo, Uruguay.
- 1927 : Vivienda José Martino. Montevideo, Uruguay.
- 1928 : Vivienda Julio Estol “El remanso”. Atlántida, Canelones, Uruguay.
- 1928 : Vivienda Juan R. Domínguez. Montevideo, Uruguay.
- 1928 : Vivienda José Zabala. Montevideo, Uruguay.
- 1928 : Vivienda Alberto F. Zeballos. Minas, Lavalleja, Uruguay.
- 1928 : Vivienda Josefa Lombardo de Cristiani. Montevideo, Uruguay.
- 1928 : Edificio de apartamentos y comercio Staricco y Fignoni. Montevideo, Uruguay.
- 1928 : Edificio de apartamentos y comercio Enriqueta Fleitas de Vignarte. Montevideo, Uruguay.
- 1929 : Proyecto para el Palacio Municipal. Montevideo, Uruguay.
- 1929 : Proyecto para la urbanización frente a la fachada principal del Banco de la República Oriental del Uruguay. Montevideo, Uruguay.
- 1929 : Edificio de apartamentos, cine y oficinas para el Centro de Almaceneros Minoristas. Montevideo, Uruguay.
- 1929 : Vivienda Genaro Pucciarelli. Montevideo, Uruguay.
- 1929 : Vivienda José Gonda. Montevideo, Uruguay.
- 1929 : Vivienda Manuela Sarachaga. Montevideo, Uruguay.
- 1929 : Estadio del Club Atlético Peñarol. Montevideo, Uruguay.
- 1929 : Proyecto para el local anexo a la proveeduría de la Asistencia Pública Nacional. Montevideo, Uruguay.
- 1929 : Banco de la República Oriental del Uruguay, Sede Gral. Flores. Montevideo, Uruguay.
- 1929 : Vivienda Felipe Macellaro. Montevideo, Uruguay.
- 1929 : Vivienda Rosaura de Gómez Cibils. Montevideo, Uruguay.
- 1929 : Vivienda Alberto Torres. Montevideo, Uruguay.
- 1929 : Vivienda y comercio Francisco Maresca. Montevideo, Uruguay.
- 1930 : Gimnasio para el Club Atlético Peñarol. Montevideo, Uruguay.
- 1930 : Vivienda Francisco Campolongo. Montevideo, Uruguay.
- 1930 : Vivienda Nicolás Pellegrino. Montevideo, Uruguay.
- 1930 : Comercio Zubirí y Cia.. Montevideo, Uruguay.
- 1930 : Vivienda Julio Vilamajó. Montevideo, Uruguay.
- 1931 : Garage para la Asistencia Pública Nacional Servicio de Urgencia. Montevideo, Uruguay.
- 1931 : Proyecto el parque atlético del Club Atlético Peñarol, “Las Acacias”.
- 1931 : Edificio de apartamentos y comercio Emilio Fontana. Montevideo, Uruguay.
- 1931 : Edificio de apartamentos y comercio Juan Musante. Montevideo, Uruguay.
- 1931 : Vivienda Francisca de Yustende. Montevideo, Uruguay.
- 1931 : Vivienda y comercio Hector Pareja Guani. Montevideo, Uruguay.
- 1935 : Proyecto sistema de construcción Vibro-Econo.
- 1936 : Vivienda Juan Peirano. Montevideo, Uruguay.
- 1936 : Edificio de apartamentos, oficinas y comercios Álvaro A. y E. Araujo, “Juncal”. Montevideo, Uruguay.
- 1936 : Monumento a la Confraternidad Argentino-Uruguayo. Buenos Aires, Argentina.
- 1936 : Facultad de Ingeniería y Ramas Anexas. Montevideo, Uruguay.
- 1937 : Vivienda Julio A. Bauza. Montevideo, Uruguay.
- 1937 : Lavadero Nacional de Lanas e Industrias Anexas. Montevideo, Uruguay.
- 1937 : Vivienda Manuel Ortiz. Montevideo, Uruguay.
- 1937 : Vivienda Francisco Milia. Montevideo, Uruguay.
- 1938 : Proyecto Monumento a los fundadores de la Patria.
- 1938 : Vivienda Arturo Abella. Montevideo, Uruguay.
- 1938 : Vivienda Nicolás Dodero. Montevideo, Uruguay.
- 1938 : Proyecto para el Estadio del Club Nacional de Football. Montevideo, Uruguay.
- 1939 : Arquitecto asesor para el Estadio Cubierto de la C.N.E.F.. Montevideo, Uruguay.
- 1939 : Casa de comando y sala de máquinas para R.I.O.N.E. Rincón del Bonete, Uruguay.
- 1941 : Club Colonia. Colonia, Uruguay.
- 1941 : Villa Salus. Lavalleja, Uruguay.
- 1941 : Urbanización de la zona Real de San Carlos. Colonia, Uruguay.
- 1941 : Vivienda Miguel Debernardis. Punta del Este, Maldonado, Uruguay.
- 1941 : Hotel “El mirador”. Colonia, Uruguay.
- 1941 : Zonificación R.I.O.N.E. Rincón del Bonete, Uruguay.
- 1944 : Almacén Anexo a la confitería “La Americana”. Montevideo, Uruguay.
- 1945 : Viviendas R.I.O.N.E. Rincón del Bonete, Uruguay.
- 1946 : Villa Serrana. Lavalleja, Uruguay.
- 1946 : Ventorrillo de la buena vista. Lavalleja, Uruguay.
- 1947 : Proyecto para la Fábrica de Conservas “Riomar”. Canelones, Uruguay.
- 1947 : Fábrica de elementos de hormigón armado y mosaico. Montevideo, Uruguay.
- 1947 : Mesón de las cañas. Lavalleja, Uruguay.
- 1947 : Edificio de apartamentos y comercio Pedro Moncaut. Montevideo, Uruguay.
- 1947 : Consultor para el edificio Sede de la Organización de las Naciones Unidas en Nueva York. Nueva York, Estados Unidos.
- 1947 : Proyecto para el Parador “La garrafa”. Lavalleja, Uruguay.
- 1947 : Asesor para el plan regulador de Paysandú. Paysandú, Uruguay.

## Museo Casa Vilamajó
Por iniciativa de la Facultad de Arquitectura (Universidad de la República), en acuerdo con el Ministerio de Educación y Cultura de Uruguay, propietario del bien patrimonial, en mayo de 2012 abre sus puertas al público el Museo Casa Vilamajó, concebido como polo de investigación y difusión de la figura y la obra del arquitecto Julio Vilamajó y de la Arquitectura y el Diseño como disciplinas abiertas a la sociedad.